# São Pedro do Estoril
São Pedro do Estoril é uma aldeia da freguesia de Cascais e Estoril, município de Cascais, em Portugal. Situada no litoral atlântico, no extremo oriental da freguesia, a sua costa escarpada dá lugar a uma pequena baía onde se localiza uma praia homónima. Limita a oeste com São João do Estoril (Castelinho Nossa Senhora de Fátima), a norte com o Murtal e a leste com a Parede, estas últimas pertencentes à freguesia de Carcavelos e Parede. Abílio Nunes dos Santos, proprietário dos antigos Armazéns do Chiado, foi o responsável pelos impulsos ao desenvolvimento da zona. Originalmente denominada Cai Água, pela azenha e casebres existentes na foz da Ribeira de Caparide, viu o seu nome alterado para o atual pelo Decreto n.º 11228, datado de 31 de agosto de 1926, por petição de um grande número de habitantes.

## Geografia
A aldeia encontra-se no sul da Península de Lisboa, a 5,5 km da sede do concelho, Cascais, a mesma distância que a separa de Oeiras; e a 20 km de Lisboa.

### Urbanização
O território está em grande parte edificado, existindo algumas bolsas com terrenos incultos e matos. O núcleo urbano de São Pedro do Estoril situa-se, na sua maioria, na margem direita da Ribeira de Caparide, ao mesmo tempo que se divide pela Linha de Cascais entre dois bairros, a norte e a sul. A setentrião dá-se uma malha reticulada ortogonal, juntamente com uma malha livre, preenchida por habitações de baixa densidade, enquanto que a sul se denota uma malha livre, planeada, ocupada por algumas habitações de média densidade.

### Clima
São Pedro do Estoril dispõe de um clima mediterrânico (Csa). Possui entre 90 a 100 dias de precipitação por ano, de entre 600 a 700mm, o que a situa já na Região pluviométrica do Sul. Por se situar no litoral, não se verificam contrastes térmicos acentuados, possuindo verões quentes e invernos tépidos.

## Geologia

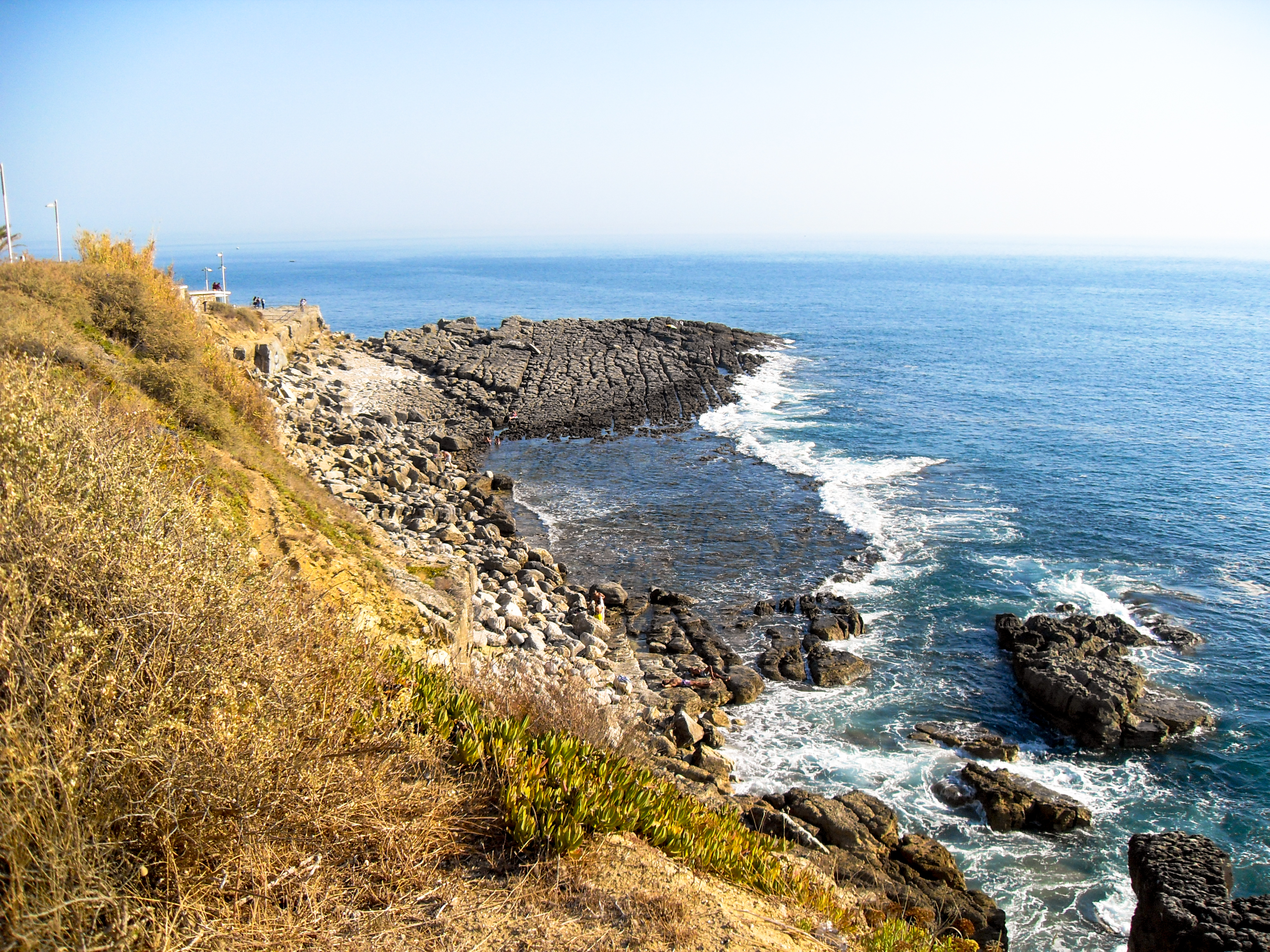
Pedra do Sal durante a maré vazante. É nestes períodos que o sal é depositado nas rochas.

São Pedro do Estoril, como a maioria da costa lisboeta, carateriza-se sobretudo por arribas e vertentes escarpadas da Orla Ocidental Portuguesa, sendo composta por arenitos do belasiano e argilas datadas do Período Cretácico. As várias bancadas espessas de calcários compactos do Cretácico Inferior, resistentes à erosão, deram origem à Ponta ou Pedra do Sal, situada a poente da praia. Trata-se de uma placa extensa e horizontal de lapiás, essencialmente calcários e margas, com idade calculada entre os 90 e os 120 milhões de anos. Esta placa, horizontal e de superfície muito irregular, retalhada e fendida, dispôs-se à abrasão por parte dos elementos, ficando totalmente coberta aquando da preia-mar e fazendo com que a água do mar ficasse retida nas suas fendas. Com a baixa-mar e consequente evaporação da água durante o Estio decorria o depósito de sal nestas fendas, de particular importância para os pescadores de modo a conservarem o pescado capturado nesta costa.

#### Praia

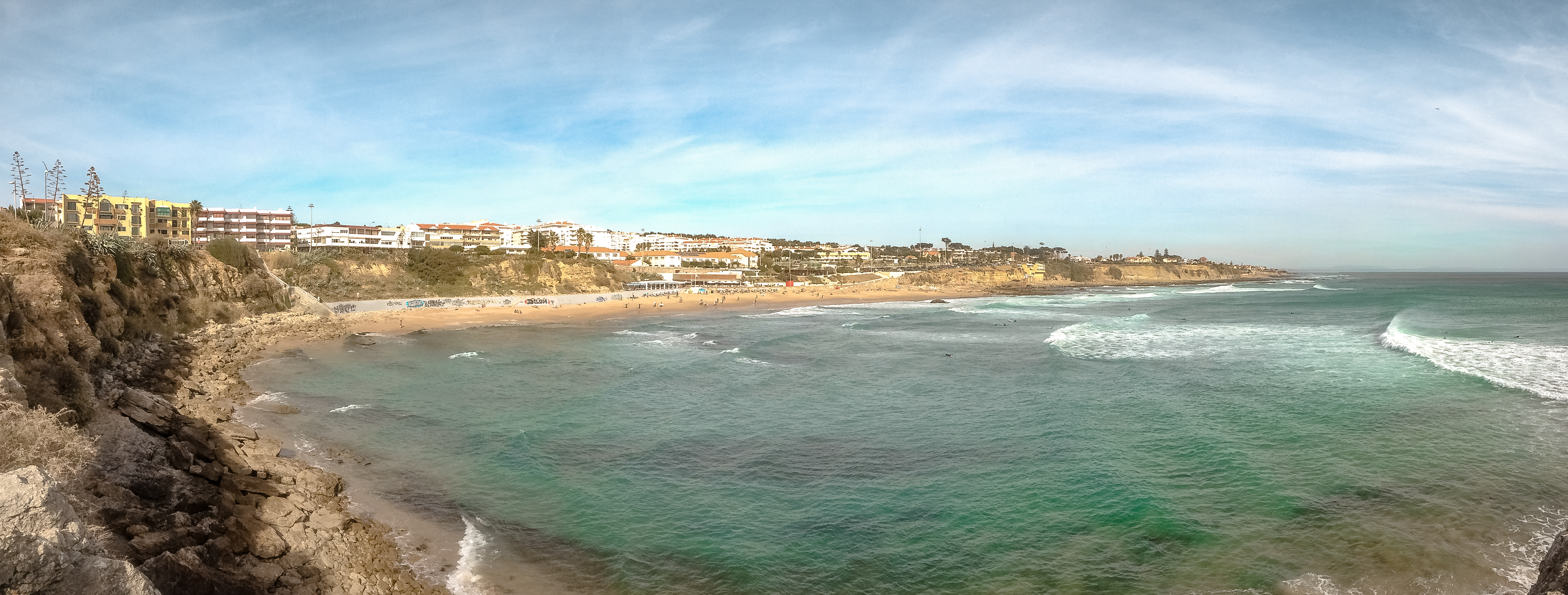
Praia de São Pedro do Estoril

A praia de São Pedro do Estoril localiza-se na enseada da Baforeira, e encontra-se na jurisdição da Capitania do Porto de Cascais. De tipologia urbana com uso intensivo, apresenta um areal de dimensões consideráveis na baixa-mar, com uma frente de 280 m e uma área útil de 8600m² rodeada por ravinas. É delimitada a nascente por um pontão e a poente, pelo promontório designado por Pedra do Sal, estando integrada na Área Marinha Protegida das Avencas. Na zona pedonal encontram-se restaurantes, bares e esplanadas, e as suas águas são frequentemente palco de competições nacionais e internacionais de surf e bodyboard, contando com uma escola de surf. Possui um parque de estacionamento, escadas e um acesso pedonal subterrâneo que a ligam ao núcleo urbano.

## História

### Pré-história

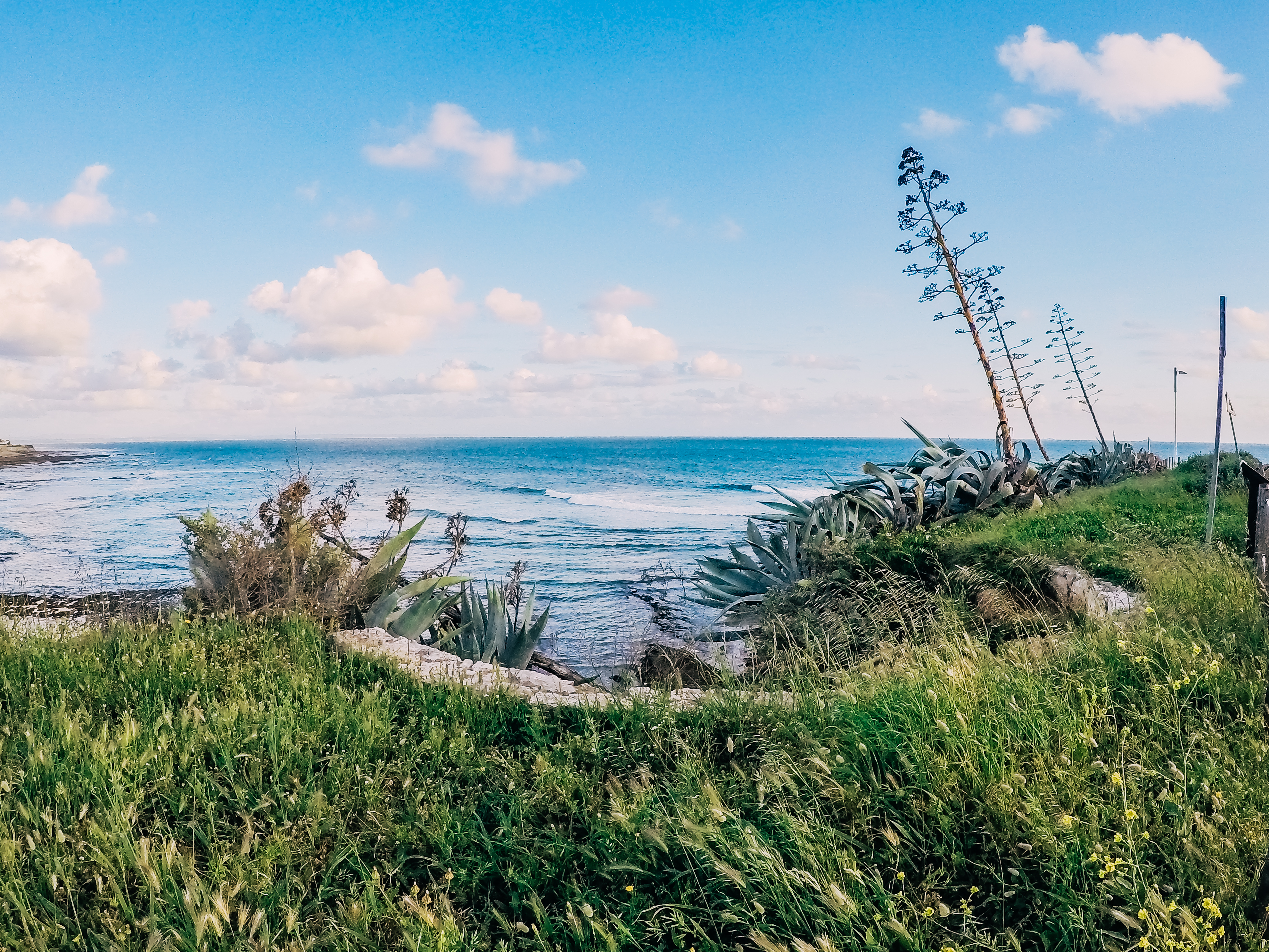
Memorial das grutas artificiais de São Pedro do Estoril.

O concelho de Cascais foi povoado pelos humanos em 2000 a.C. A sua presença na zona de São Pedro do Estoril têm as suas marcas na necrópole descoberta a 25 de abril de 1944 por Leonel Ribeiro. Esta necrópole, composta por duas grutas artificiais escavadas na rocha, foram encontradas já em avançado estado de destruição e são hoje inexistentes devido aos fenómenos naturais de erosão da escarpa oriental da Pedra do Sal.
Estas grutas eram monumentos de inumação coletiva, erigidas no virar do Neolítico Final para o Calcolítico. Ambas apresentam um sistema de construção típico da sua tipologia, com câmara circular abobadada e corredor de acesso, embora neste caso, devido à erosão da falésia, os corredores de ambas as grutas já não existissem na altura da sua descoberta. Foram expoliados vários artefactos, entre os quais um conjunto de quatro anéis de ouro em espiral e duas taças com pé com decoração campaniforme, exemplares únicos em Portugal. Foram também recolhidos vários fragmentos de recipientes cerâmicos, na sua maioria com decoração, instrumentos de pedra polida e lascada, ídolos cilíndricos de calcário, artefactos de cobre e vários objetos de osso, sendo de salientar um conjunto de botões de osso polido, que se supõe tratarem-se de partes do vestuário de um dos defuntos. Todos eles foram posteriormente expostos no Museu da Vila de Cascais. No local das antigas grutas é possível notar um pequeno memorial que assinala as descobertas, hoje vedado e com uma placa informativa.

### Idade Contemporânea
A zona daquilo que é hoje São Pedro do Estoril sempre fora uma zona de perfil rural com pouca intervenção humana. À semelhança dos territórios adjacentes, a exploração de calcário fora importante também neste lugar. A altura da fixação da população é incerta, sendo que até 1527 não se registam qualquer tipo de assentamento ou desenvolvimento urbano. O primeiro data do século XVII, aquando da construção, em 1604, de uma ponte sobre a Ribeira de Caparide. Só mais tarde, em 1649, é registada a existência de uma azenha de duas rodas. Logo seria construido um moinho de vento, em princípios do século XIX. Por essa época, em 1873, regista-se a existência dum importante pólo de extração e preparação da pedra no lugar, ao mesmo tempo que a Costa do Estoril vai ganhando peso enquanto destino turístico. Em Memórias da linha de Cascais é-nos descrito o pequeno lugar:
«Já São João era uma jóia da linha de Cascais e ainda São Pedro, na sua velha toponímia de Cai-Água, não merecia atenções nem preferências. No sítio corria o veio cantante da ribeira, Cai-Água de seu nome, havia um moinho, duas azenhas, uma taberna à beira da estrada, e os casebres onde viviam os homens do moinho e das azenhas. Nada mais. A estrada e o comboio cortavam a ribeira, passavam perto do moinho e das azenhas, e davam saída a todo o movimento que se ia expandir em São João, Santo António e no Monte. Cai-Água, porém, continuava a ser “o campo”, o agro para a seara e a horta. Um dia o capitalista Nunes dos Santos, o arrojado criador dos Grandes Armazéns do Chiado, começou a comprar terrenos em Cai-Água, construiu ali umas casas, fez propaganda do local.»
Com efeito, a zona de Cai-Água recebia esse nome por ser aqui que se encontravam o moinho e azenhas aproveitando a força com que desaguava, com desnível considerável, a Ribeira de Caparide. A fixação de população é lenta, e concentra-se no entroncamento da Estrada Real de Lisboa a Cascais com outra, para o Murtal.
O crescente impulso turístico nos Estoris chega a Cai-Água sobretudo a partir de 1905. A iniciativa coube a um dos fundadores dos Grandes Armazéns do Chiado, Abílio Nunes dos Santos. Seria ele a facilitar os terrenos para a construção de uma gare e a adquirir e divulgar outros terrenos, parte dos quais seriam edificados (os Chalets Ideal, Moura Pinto e Lobo, bem como a sua própria vivenda) para serem sorteados aos clientes do seu estabelecimento, desta forma popularizando o lugar enquanto estância balnear equiparável aos restantes Estoris. Um posterior abaixo-assinado dirigido à Câmara Municipal de Cascais denota os esforços por desenvolver o local, e em 1913, requer à mesma a introdução de iluminação pública.

«por esforços inteiramente particulares, os sítios de Cai-Água não há muitos anos quase sem uma habitação têm adquirido um desenvolvimento material extraordinário. Onde se estendiam terrenos de aspeto pouco atraente veem-se hoje chalets e edificações risonhas abrigando uma população relativamente importante»
É a partir de então que a localidade segue o passo à restante Costa do Estoril em termos de procura e desenvolvimento turístico e habitacional. Como marcas relevantes destacam-se a mudança do nome da localidade para o atual, São Pedro do Estoril, pelo Decreto n.º 11228, datado de 31 de agosto de 1926, por petição de um grande número de habitantes, deixando assim o passado rural de Cai Água. No ano seguinte, em 1927, a benemérita Colónia Balnear Infantil da fundação social do jornal O Século instala-se no seu edifício atual, anteriormente a fábrica de conservas Carlos Correia. O desenvolvimento da vizinha Parede, graças às suas águas termais, foi igualmente notável e de relevo para o desenvolvimento de São Pedro do Estoril, que com o desenvolvimento posterior da Avenida Marginal, na década de 1940, a viu transformar-se como área residencial dependente de Lisboa.

## Serviços e infraestruturas

### Cultura

#### Centro de Interpretação Ambiental
Localizado no topo da Ponta do Sal encontra-se um Centro de Interpretação Ambiental, construído em 2005 pelo Instituto da Água no âmbito do Plano de Ordenamento da Orla Costeira (no troço compreendido entre a Cidadela e o Forte de São Julião da Barra). Tem como objetivo a divulgação da diversidade biofísica e dos recursos geológicos e paisagísticos em toda a Zona de Interesse Biofísico das Avencas (ZIBA). Nele, os visitantes podem conhecer mais sobre a ZIBA e as suas características e observar e interagir com as suas espécies autóctones através do «Touch Tank», um pequeno aquário que reproduz à escala o ecossistema de «poças de maré» da Zona das Avencas. Está também dotado de uma cafetaria, sala de exposições e auditório.
Aquando da sua construção, a envolvente marítima entre este e o Castelinho foi dotada de trilhos pedestres que servem de percursos interpretativos de toda a zona, bem como de um anfiteatro exterior. Este edifício foi considerado o primeiro "Zero Energy Building" público a nível nacional, tornando-o progressivamente autossuficiente em termos energéticos graças ao seu conjunto de turbinas eólicas, instaladas no âmbito da iniciativa «Wind Parade».
Na sua encosta norte encontram-se antigas casamatas (casas do holofote e do gerador), onde se acha um projetor de artilharia da costa, de origem inglesa (Plano Barron) e instalados na II Guerra Mundial. Estes tinham como objetivo a inviolabilidade dos portos de Lisboa e Setúbal.

Nela se encontrou também uma necrópole pré-histórica, descoberta por Leonel Ribeiro em 1944, composta de grutas entretanto desaparecidas devido à erosão da costa. Os artefactos lá encontrados expõem-se no Museu da Vila de Cascais.

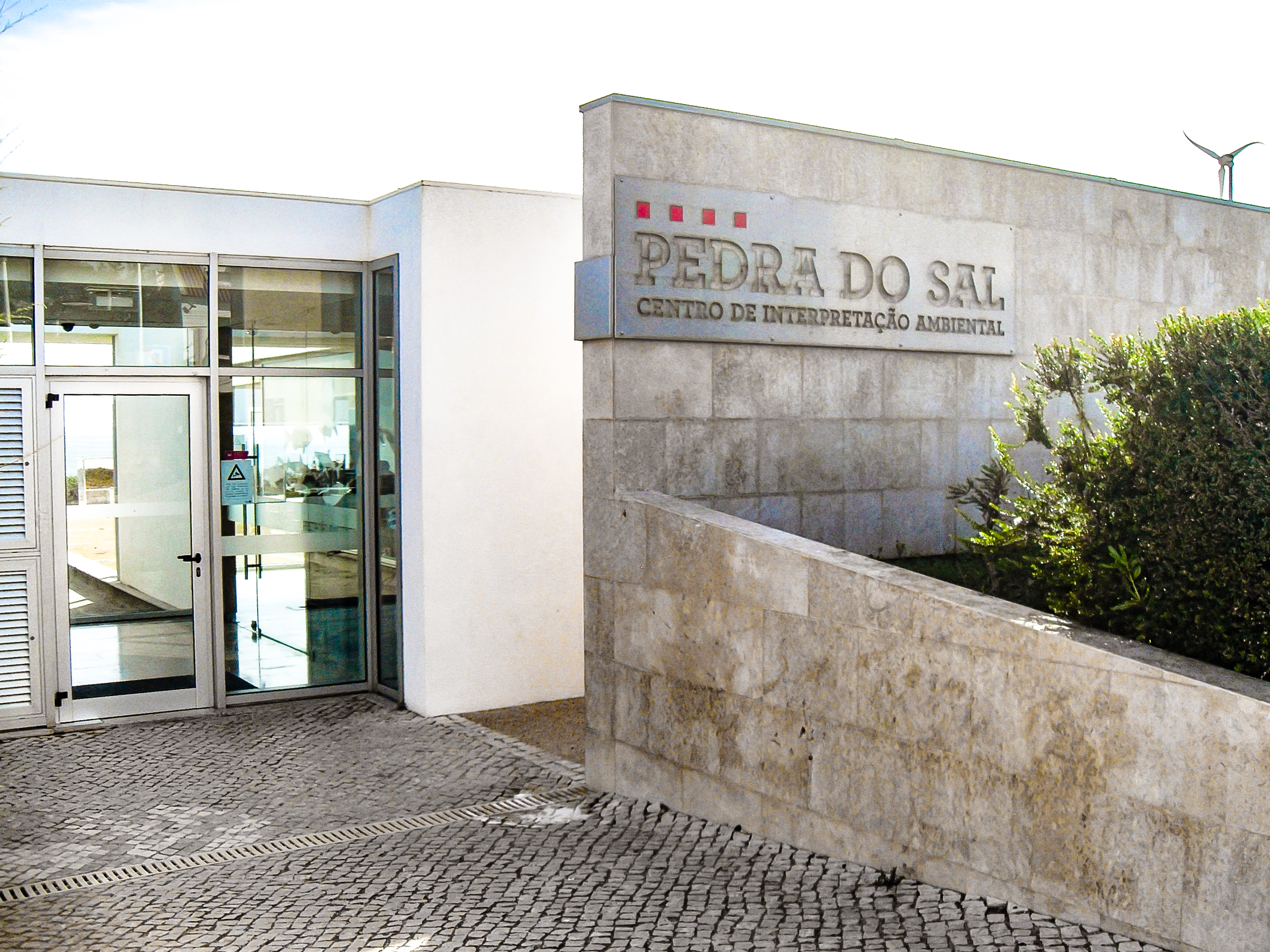
Entrada do Centro de Interpretação Ambiental da Pedra do Sal.
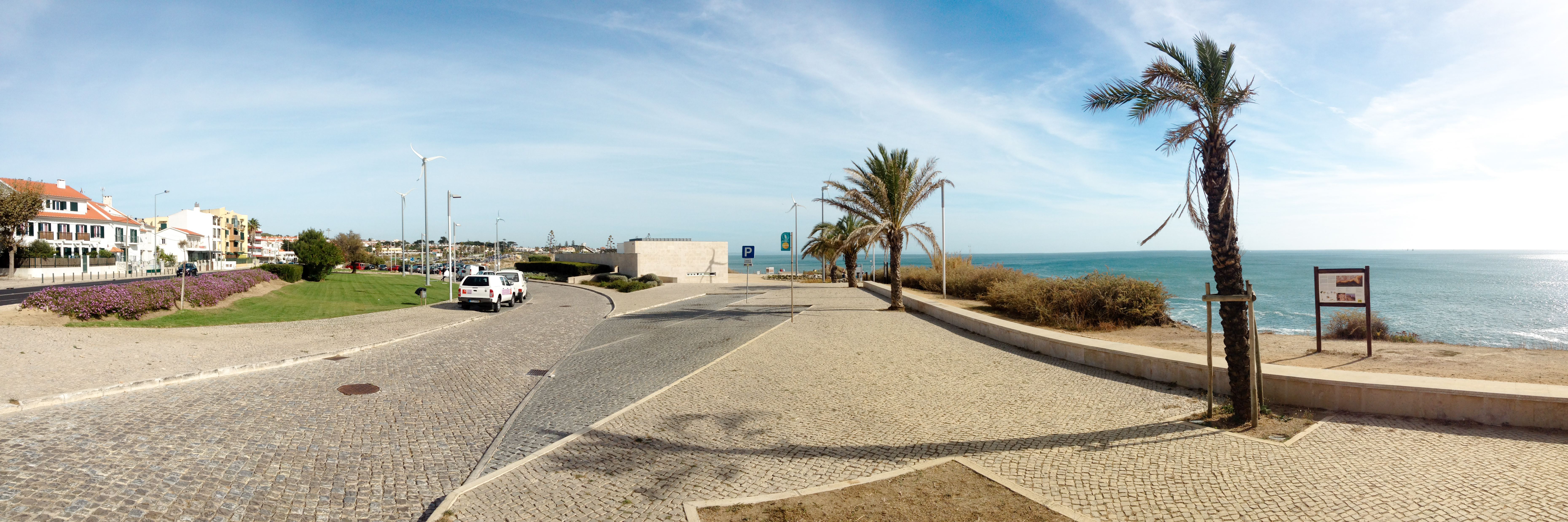
Zona envolvente.
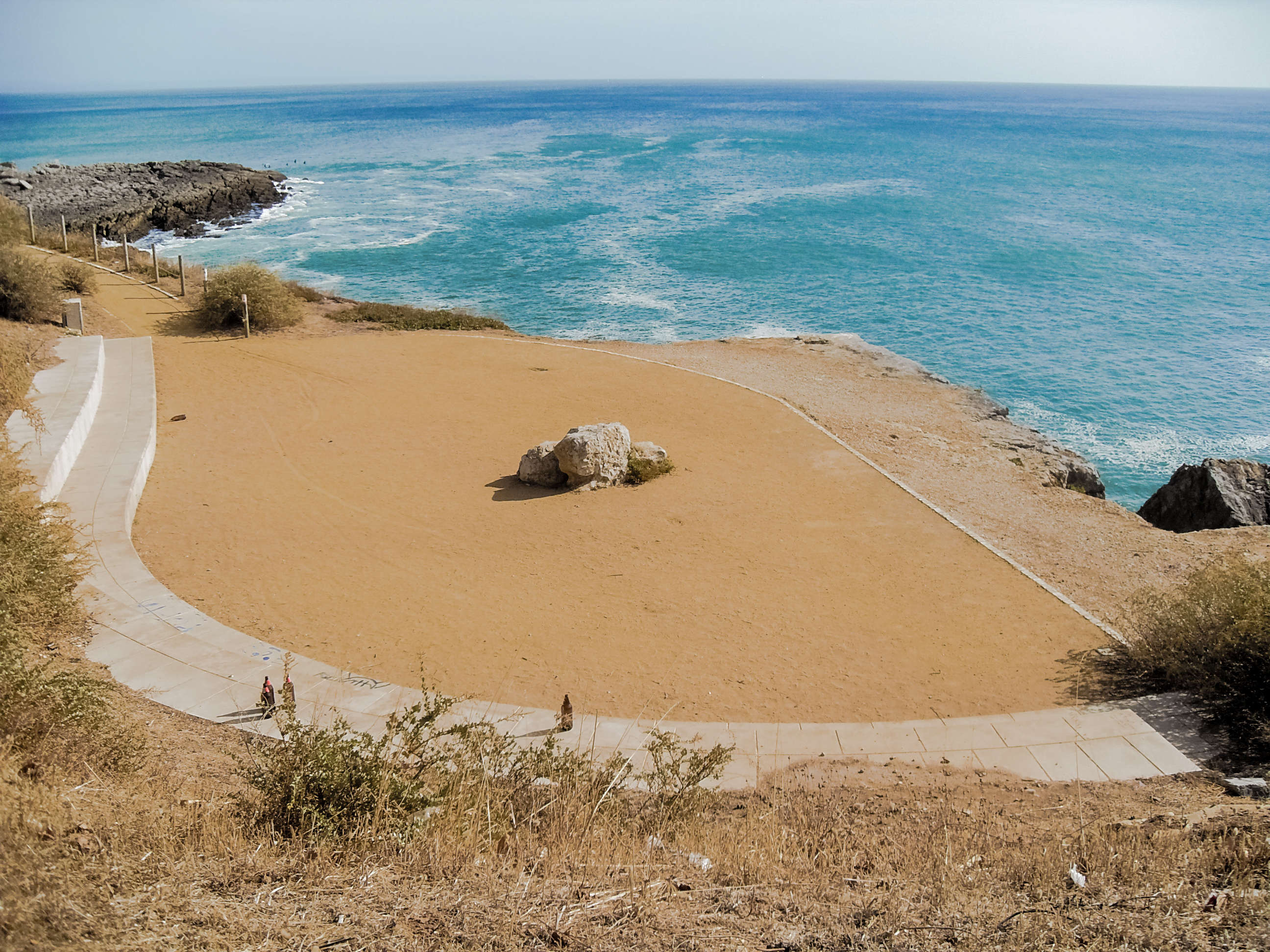
Anfiteatro da Pedra do Sal.
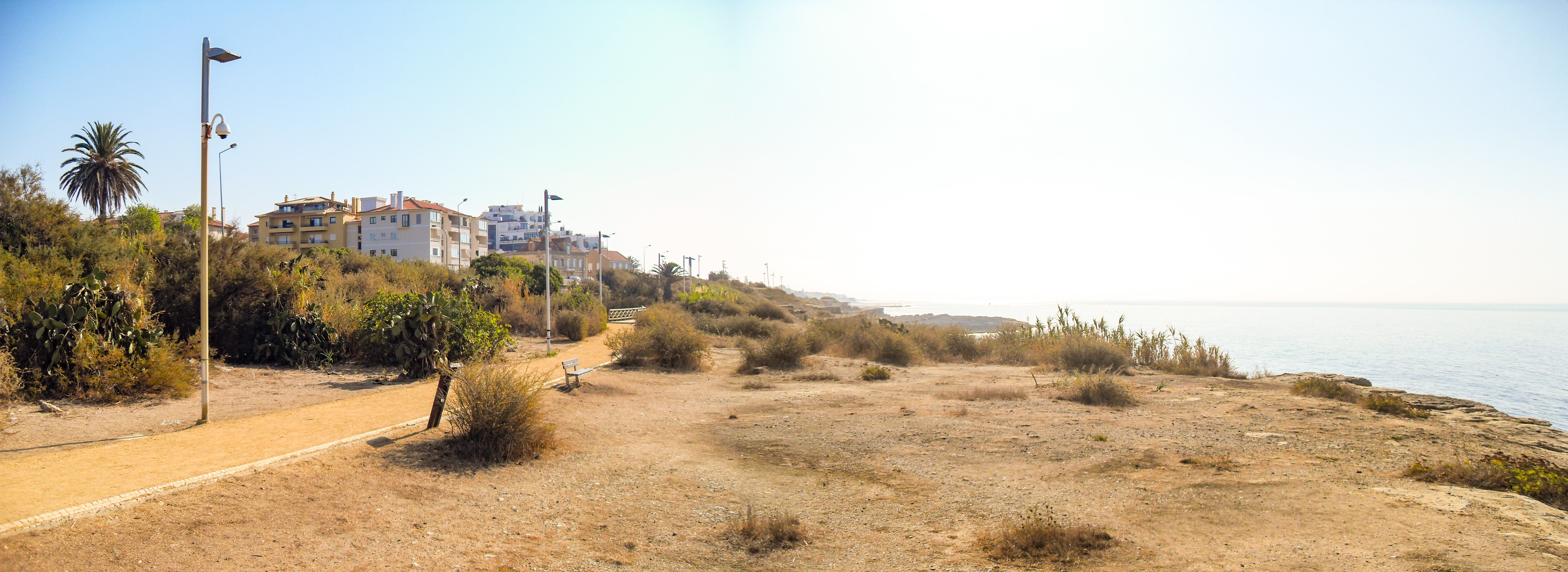
Panorama do trilho pedestre e zona das antigas Azenhas de Cai Água.

#### Ponte Filipina

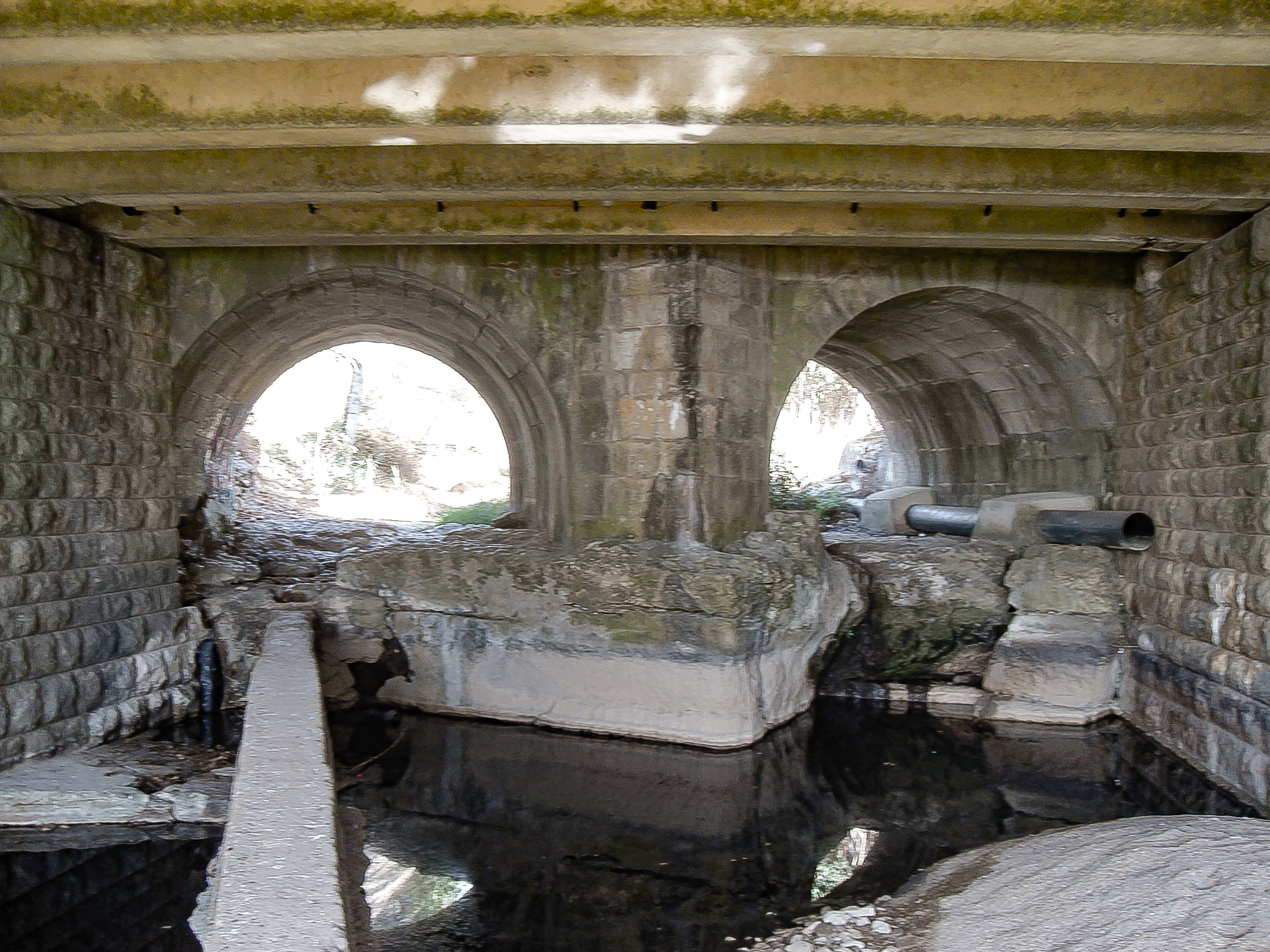
Arcadas da Ponte Filipina de São Pedro do Estoril.

A Ponte Filipina de São Pedro do Estoril situa-se no final da Rua de Cascais, na foz da Ribeira de Caparide, atualmente adjacente à Estrada Nacional 6, que a oculta parcialmente. A sua construção inicia-se por ordem camarária a 17 de março de 1604, sendo para tal efeito lançada uma finta ou derrama que financiasse a sua construção e melhorasse os acessos à vila de Cascais, já de si precários e degradados pelas cheias de 1518. De notar que as vias de comunicação possuíam um papel especialmente importante na ligação entre as fortalezas da costa, reforçadas a partir de setecentos. A ponte, inicialmente designada de Laiagoa (uma errata de Caiagoa), foi erigida em alvenaria de pedra calcária e teve um custo total de 76.000 reais. Possui dois talha-mares piramidais em cada uma das faces dos seus arcos de volta perfeita, construídos com recurso a silhares de aparelho regular sem reboco. O seu tabuleiro encontra-se preenchido por terra e vegetação, possuindo apenas uma das suas duas guardas originais, sendo a de jusante eliminada aquando da construção da Estrada Marginal, em 1940.

### Educação
A Escola do 1º Ciclo do Ensino Básico de São Pedro do Estoril situa-se na Rua Bento Carqueja e pertence à freguesia de Estoril, concelho de Cascais. Situada a menos de 100 metros da estação de caminhos de ferro e da estação rodoviária e a 350 metros da Avenida Marginal, insere-se numa das zonas mais centrais da localidade de São Pedro do Estoril. A proximidade geográfica com os principais serviços e instituições, assim como com uma zona de algum comércio tradicional, favorece a integração da Escola no dia-a-dia da comunidade envolvente. É ainda de salientar o facto do edifício escolar estar inserido numa zona habitacional constituída fundamentalmente por moradias de grande porte.

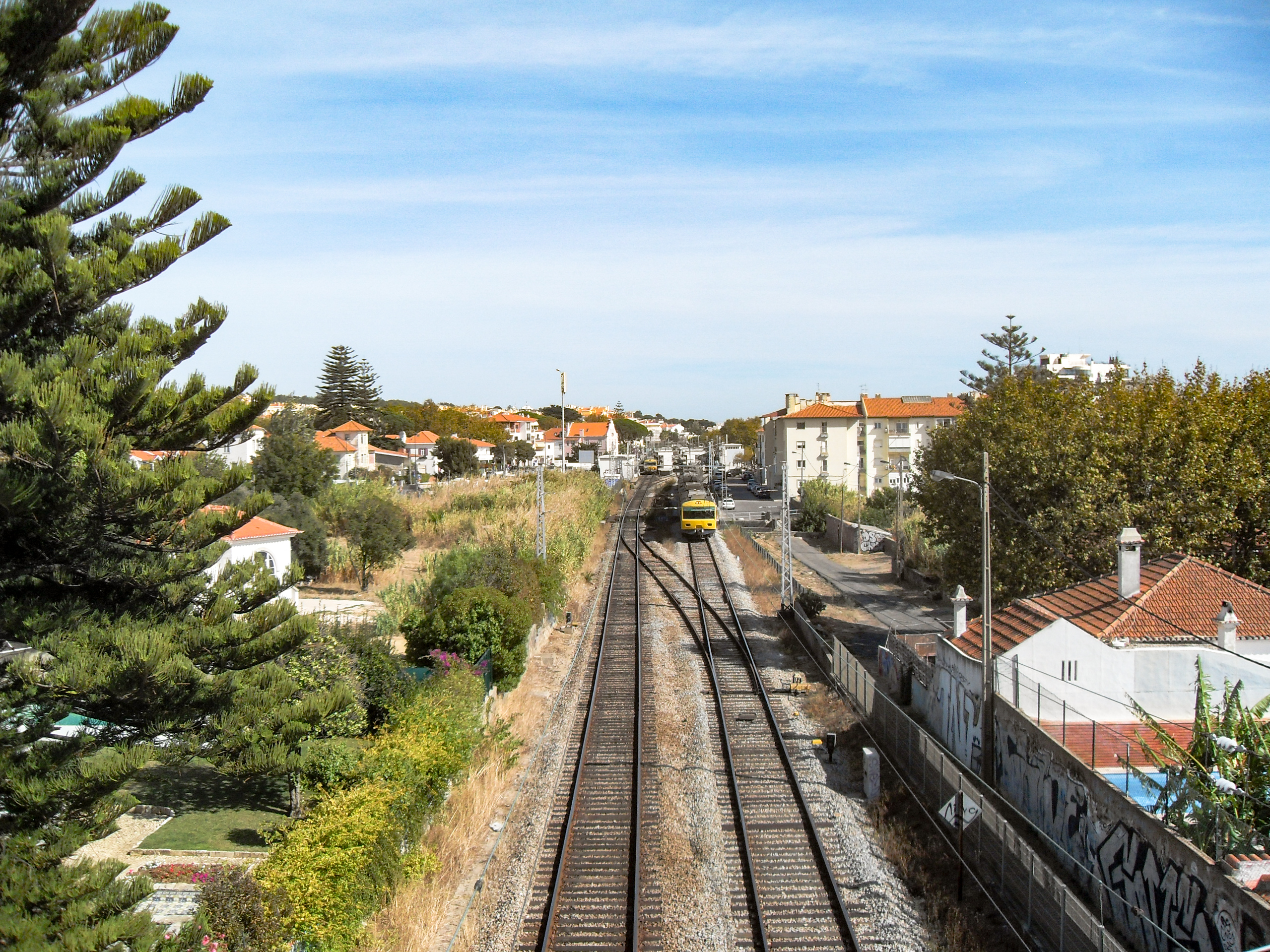
A Linha de Cascais à sua passagem por São Pedro do Estoril.

### Mobilidade
A localidade é atravessada pela Estrada Nacional 6, que a divide, e dispõe de um acesso para o centro de São Pedro do Estoril. Outro acesso, para jusante da ferrovia, é feito através de uma rotunda pela Avenida das Rosas, na zona dos Jardins da Parede. A Rua do Murtal e a Rua Celestino Garcez de Lencastre ligam-na ao Murtal, e limita com a Parede na Avenida das Tílias. Não possui ciclovias, mas um trilho pedestre segue todo o litoral da localidade até à praia de São Pedro do Estoril.
A localidade é servida apenas por uma carreira da Scotturb (490), que liga Carcavelos à Malveira da Serra; e por comboios Urbanos de Lisboa, da CP, com término em Lisboa (Cais do Sodré) e Cascais.

## Desporto
Joga-se a petanca em São Pedro do Estoril desde a década de 80. Muitos praticantes, durante anos actuavam sob as cores de outras colectividades em terrenos improvisados.
Em 19 de Novembro de 1997 foi fundado o Clube de Petanca de São Pedro do Estoril.
O Clube conta com o apoio do pelouro de desporto do Município de Cascais.